# هانس ریشتر (هنرمند)
هانس ریشتر (آلمانی: Hans Richter؛ ۶ آوریل ۱۸۸۸ – ۱ فوریهٔ ۱۹۷۶) یک نقاش، طراح گرافیک، هنرمند آوان-گارد، فیلم‌ساز تجربی، نویسنده و تهیه‌کننده فیلم اهل آلمان بود. وی بین سال‌های ۱۹۱۴ تا ۱۹۶۱ میلادی فعالیت می‌کرد.
نخستین مواجههٔ او با هنر نوگرا از طریق سوارکار آبی در سال ۱۹۱۲ بود و از سال ۱۹۱۴ با کوبیسم آشنا شد. او در سال ۱۹۱۶ میلادی و به‌دنبال جراحت در ارتش، از آنجا ترخیص و به زوریخ رفت و به جنبش دادائیسم پیوست. وی معتقد بود که وظیفهٔ هنرمند، مشارکت در فعالیت‌های سیاسی، حمایت از انقلاب و مبارزه با جنگ‌طلبی است و خودش یکی از دوپایه‌گذار «انجمن هنرمندان انقلابی» یا «هنرمندان بنیادگرا» (فرانسوی: Artistes Radicaux‎) در زوریخ بود. وی همچنین در سال ۱۹۲۰در جنبش هنری د استایل هلند مشارکت کرد.
وی مدعی بود که فیلمش ریتم ۲۱ (۱۹۲۱) نخستین پویانمایی انتزاعی ساخته شده در جهان بود که البته ادعای صحیحی نبود چرا که هنرمندان ایتالیایی مکتب آینده‌گرایی برونو کورا و آرنالدو جینا مابین سال‌های ۱۹۱۲ تا ۱۹۱۳ میلادی و همچنین هنرمند هموطن او والتر روتمان در سال ۱۹۲۰ آثاری در آن زمینه ساخته بودند.
ریشتر در سال ۱۹۴۰ از سوئیس به ایالات متحده آمریکا رفت و در سیتی کالج نیویورک مشغول به تدریس شد. در طول اقامتش در نیویورک، دو فیلم بلند به نام‌های رویاهایی که با پول می‌توان خرید و ۸ در ۸: سونات شطرنج در ۸ موومان با همکاری ماکس ارنست، ژان کوکتو، پل بولز، الکساندر کالدر و مارسل دوشان ساخت که بخش‌هایی از آنها در خانهٔ ییلاقی‌اش در ساوت‌بوری، کنتیکت تصویربرداری شده بود. 
وی در سال ۱۹۵۷ فیلم «داداسکوپ» را ساخت که در آن آثارِ شعری و منثور ژان آرپ، مارسل دوشان، رائول هاوسمان و کورت شویترس توسط خودشان خوانده می‌شد.از دیگر فیلم‌های مشهور او می‌توان به ارواح قبل از صبحانه اشاره کرد.
ریشتر در سال ۱۹۵۸، مدتی را در ازکونا و کنتیکت گذارند و به هنر نقاشی پرداخت.
او در سال ۱۹۶۳ فیلم کوتاهی به نام «از سیرک تا ماه» دربارهٔ هنرمند آمریکایی الکساندر کالدر ساخت.
ریشتر مؤلف گزارش‌های دست‌اول از جنبش هنری-ادبی دادائیسم تحت عنوان «دادا: هنر و ضد-هنر» بود که حاوی دیدگاه‌های خودش دربارهٔ آثار هنری جنبشِ نوظهورِ نودادا است.
وی همچنین برندهٔ جوایزی همچون جایزه فیلم آلمان شده‌است.